# Dwayne Croft
 (août 2016).
Dwayne Croft est un baryton américain qui s'est déjà produit plus de 300 fois dans 25 rôles au Metropolitan Opera.
Lauréat du prix Richard Tucker (en) en 1996, il crée le rôle de Nick Carraway dans The Great Gatsby (en) de John Harbison en 1999, celui de Jaufré Rudel dans L'Amour de loin de Kaija Saariaho en 2000 et celui de Robert E. Lee dans Appomattox de Philip Glass.
Son frère Richard Croft (en) est aussi un chanteur d'opéra de renom international.
Il a été marié à la soprano basque Ainhoa Arteta (en) avec laquelle il a eu une fille, Sarah.

## Enregistrements
- 1999: En Concierto - Ainhoa Arteta et Dwayne Croft avec l'Orquestra Sinfonica de Castilla y Léon, Bragado Darman, cond. RTVE MUSICA 65126 - enregistré en public le 9 août 1999 au Palacio de los Festivales in Cantabria, Espagne